# Promise (Sade)
Promise is het tweede studioalbum van de band Sade.

## Inleiding
De titel is ontleend aan een brief van haar vader die hoopte te herstellen van kanker (Promise of hope). Opnamen vonden plaats gedurende maanden februari tot en met augustus 1985 in de Power Plant Studios te Londen (hoofdplaats) en Studio Miraval in Frankrijk (apparatuur van Solid State Logic). De mix werd verzorgd in Gallery (Studio Three). Sommige demoversies waren al beluisterd door Pela tijdens een verblijf in de Royal Albert Hall. Het merendeel werd live ingespeeld, waarna de techniek voor aanvullingen zorgde (sampling etc.) Voor de productie maakte Sade gebruik van de producenten van hun debuutalbum, maar wisselend per track. Zo werkten Robin Millar, Mike Peka, Ben Rogan en zangeres Sade zelf aan het eindresultaat.

## Musici

### Band
- Sade – zang
- Stuart Matthewman – saxofoon, gitaar
- Paul Denman – basgitaar
- Andrew Hale – toetsinstrumenten

### Gastmusici
- Dave Early – drumstel, percussie
- Martin Ditcham – percussie
- Terry Bailey – trompet
- Pete Beachill – trombone
- Jake Jacas – zang (tracks 8, 11)
- Carlos Bonell – gitaar (track 9)
- Nick Ingman – strijkarrangementen (tracks 9, 10)

## Muziek
| Nr. | Titel                                                         | Duur |
| --- | ------------------------------------------------------------- | ---- |
| 1.  | "Is it a crime" (T:Adu, M: Adu)                               | 6:20 |
| 2.  | "The sweetest taboo" (T:Adu, M: Adu, Matthewman, Hale)        | 4:37 |
| 3.  | "War of the hearts" (T:Adu, M: Adu, Martin Ditcham)           | 6:47 |
| 4.  | "You're not the man" (T:Adu, M: Adu, Matthewman)              | 5;10 |
| 5.  | "Jezebel" (T:Adu, M: Adu, Matthewman)                         | 5:29 |
| 6.  | "Mr Wrong" (T:Adu, M: Adu, Matthewman, Denman, Hale)          | 2:51 |
| 7.  | "Punch drunk" (Hale)                                          | 5:25 |
| 8.  | "Never as good as the first time" (T:Adu, M: Adu, Matthewman) | 5:00 |
| 9.  | "Fear" (T:Adu, M: Adu, Matthewman)                            | 4:09 |
| 10. | "Tar baby" (T:Adu, M: Adu, Matthewman)                        | 3:58 |
| 11. | "Maureen" (T:Adu, M: Adu, Hale, Denman)                       | 4:20 |

Maureen handelt over een vriendin van Sade die rond 1981 overleed. Ze kreeg de juiste stemming niet voor elkaar (droef ten opzichte van vrolijk vanwege de vrolijke vriendschap). You’re not the man en Punch drunk werden niet op de elpee gezet.

## Nasleep
Het album kwam 4 november 1985 op de markt. Geconstateerd werd dat het album voornamelijk een voortzetting was op het debuutalbum, maar dan meer met de nadruk op Sade Adu zelf. Om het album te promoten werden drie singles gebruikt: The sweetest taboo, Is it a crime? en Never as good as the first time.
Ook dit album verkocht zeer goed binnen de Verenigde Staten en Europa. In de Billboard 200 stond het 46 weken genoteerd en piekte twee weken op plaats 1. Ook in Engeland haalde het de nummer-1 positie. In Nederland was die positie ook weggelegd voor Promise; het stond tien weken op die plek in een totaal van 43 weken.
De Waarheid in 1985 vatte het totaalpakket samen in beschaafd doch gevoelig, teksten handelen over verlangen, liefde en romantiek, ondersteund door soortgelijke videoclips te vergelijken met reclameclips waar alles koek en ei is; geen enkele wanklank, wel bijzonder verzorgd. Dit werd ook geconstateerd tijdens de grote Amerikaanse tournee die bij het album hoorde. Men verwachtte van haar nog te veel. Ze werd al vergeleken met Billie Holiday en Nina Simone hetgeen Sade een belediging voor die zangeressen vond; zo ver was ze in haar eigen ogen nog niet. Dit aldus het Het Vrije Volk. Een en ander werd bevestigd door het NRC Handelsblad, dat één van de drie concerten van de band in Sportpaleis Ahoy (18, 19 en 20 februari 1986) besprak; ze vonden zowel plaat als concert toch voornamelijk achtergrondmuziek. Het miste uitstraling, aldus Het Parool.